# Creemore Springs
Pour les articles homonymes, voir Creemore.

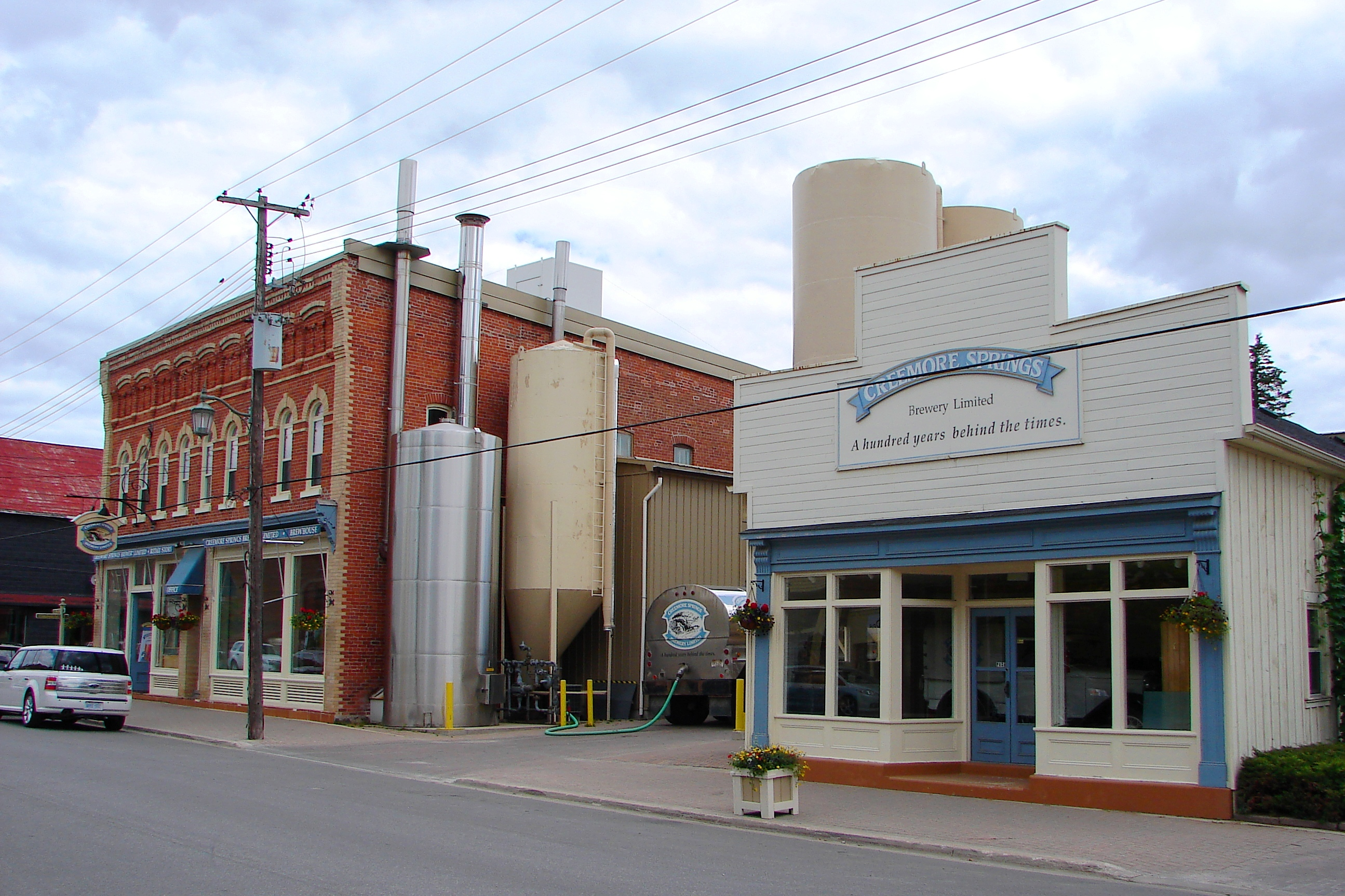
Brasserie Creemore Springs à Creemore

Creemore Springs est une microbrasserie canadienne située à Creemore, en Ontario. Ses produits sont brassés sans utilisation d'agents de conservation.
L'entreprise a été acquise par Molson-Coors le 22 avril 2005 et fait maintenant partie de sa division de bières de spécialité Six Pintes.